# Національний парк островів Галф
Національний парк островів Ґалф (англ. Gulf Islands National Park Reserve — «Національний парк "Острови Затоки"», фр. Réserve de parc national des Îles-Gulf) — національний парк Канади, заснований у 2003 році в провінції Британська Колумбія.
Парк площею 33 км² розташований на південно-західному узбережжі  острова Ванкувер.
Парк складається із: 
- островів Аутер-Айлендс[1] (англ. The Outer Islands)
- острова Прево́ст (англ. Prevost Island)
- островів Пендера (англ. The Penders)
- островів Іннер-Айлендс (англ. The Inner Islands)

## Район Аутер-Айлендс (англ.The Outer Islands Region)
- острів Сатурна (англ. Saturna Island)

Паркові площі на острові Сатурна:
- Нарваєз-Бей (англ. Narvaez Bay Day Use Area)
- Тейлор-Пойнт (англ. Taylor Point Day Use Area)
- Вінтер-Ков (англ. Winter Cove Day Use Area)
- Гора Варбертон-Пайк(англ. Mount Warburton Pike)
- Лаялл-Крік (англ. Lyall Creek)
- Іст-Пойнт (англ. East Point)
- острів Томбо (англ. Tumbo Island)
- острів Кеббедж (англ. Cabbage Island)
- острів Мейн (англ. Mayne Island)

Паркові площі на острові Мейн:
- Беннет-Бей (англ. Bennett Bay)
- Джорджіна-Пойнт (англ. Georgina Point)
- острів Джорджесон (англ. Georgeson Island)
- острів Анніверсарі (англ. Anniversary Island)
- острівці Беллен-Чейн (англ. Bellen Chain Islets)

## Район острова Превост (англ.Prevost Island Region)
- острів Прево́ст (англ. Prevost Island)

Паркові площі на острові Прево́ст:
- Джеймс-Бей і Шелбі-Ков (англ. James Bay and Selby Cove)
- Портлок-Пойнт (англ. Portlock Point)
- острови Ченнел (англ. Channel Islands)
- острів Гокінс (англ. Hawkins Island)
- острівець Брайт (англ. Bright Islet)
- острівець Ред (англ. Red Islet)

## Район Пендер (англ.The Penders Region)
- острів Норт-Пендер (англ. North Pender Island)

Паркові площі на острові Норт-Пендер:
- Розленд/озеро Ро (англ. Roesland/Roe Lake)
- Лореттас-Вуд (англ. Loretta's Wood)
- кемпінг Прайор-Сентенніал (англ. Prior Centennial Campground)
- острів Саут-Пендер (англ. South Pender Island)

Паркові площі на острові Саут-Пендер:
- гора Норман/Бомо́н (англ. Mount Norman/Beaumont)
- озеро Ґрінберн (англ. Greenburn Lake)
- острівець Блунден (англ. Blunden Islet)

## Район Іннер-Айлендс (англ.The Inner Islands Region)
- острів Рассел (англ. Russel Island)
- острів Портланд (англ. Portland Island)
- острів Бракман (англ. Brackman Island)
- острів Іль-де-Лі (англ. Isle-de-Lis)
- острів Д'арі (англ. D'ary Island)
- острів Ванкувер (англ. Vancouver Island)

Паркові площі на острові:
- кемпінґ Макдоналд (англ. McDonald Campground)
- острови Айлетс (англ. The Islets)

## Джерело
- «Парки Канади» (англ.)(фр.)

| Канада | Це незавершена стаття з географії Канади. Ви можете допомогти проєкту, виправивши або дописавши її. |